# Південно-східне Таганчанське (заповідне урочище)
Півде́нно-схі́дне Таганча́нське — заповідне урочище місцевого значення в Черкаському районі Черкаської області.

## Опис
Заповідне урочище площею 235 га розташовано за 5 км на південний схід від с. Таганча у кв. 37, 38, 39, 42 Таганчанського лісництва державного підприємства «Корсунь-Шевченківське лісове господарство».
Як об'єкт природно-заповідного фонду створено рішенням Черкаського облвиконкому  від 19.03.1976 р. № 177.
На території заповідного урочища зростають красиві ландшафтні насадження стиглого граба звичайного, дуба черешчатого, ясена звичайного з екзотами. Це територія мешкання корисної мисливської фауни.